# Golden Ears
Golden Ears ist der Name eines Doppelgipfels nördlich von Maple Ridge in der kanadischen Provinz British Columbia. Er ist von dem meisten Orten des westlichen Lower Mainland aus sichtbar. Der Berg liegt im Golden Ears Provincial Park und hieß ursprünglich Golden Eyries, möglicherweise wegen der in Gipfelnähe beobachteten Steinadler (engl. golden eagle). Es gibt einige Verwirrung über die Namensgebung aufgrund des doppelten Gipfels. Viele Leute glauben, der Berg sei nach den in der Abendsonne golden schimmernden Gipfeln, die wie Ohren aussehen, benannt.

## Name

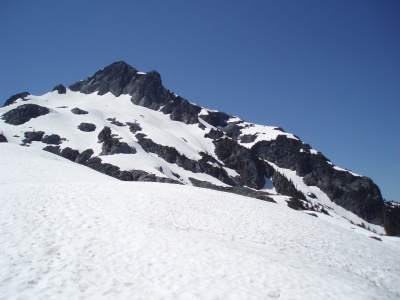
Blick vom Aufstieg auf die Golden Ears

Das Gebiet, das die Golden Ears, den Edge Peak und den Blanshard Peak (auch: Blanshard Needle) umfasst, wurde ursprünglich als The Golden Eyries bezeichnet. Der Name wurde anscheinend zu Golden Ears verballhornt. Die Ähnlichkeit des 1.716 m hohen Gipfels mit Katzenohren ließ die Leute glauben, der Name sei Golden Ears. In den 1930er oder 1940er Jahren benannte die damalige Regierung das gesamte Gebiet in Mount Blanshard um, gab dem Edge Peak seinen Namen, benannte den südlichsten Gipfel mit Blanshard Peak und übertrug den offiziellen Namen Golden Ears auf den 1.716 m hohen Berg mit dem doppelten Gipfel.
Aktuelle Ausgaben der Karten 92G/07 und 92G/08 des National Topographic System tragen die Bezeichnung Mount Blanchard, da die Golden Ears Group genau auf der Grenze der beiden Kartenblätter liegt. Die Menschen im Lower Mainland haben das Gebiet, den Park und den Berg schon immer als Golden Ears bezeichnet.